# Dennweiler-Frohnbach
Dennweiler-Frohnbach là một đô thị thuộc huyện Kusel, bang Rheinland-Pfalz, phía tây nước Đức. Đô thị Dennweiler-Frohnbach có diện tích 6,13 km², dân số thời điểm ngày 31 tháng 12 năm 2006 là 295 người.